# Ютркув
Ютркув (пол. Jutrków) — село в Польщі, у гміні Верушув Верушовського повіту Лодзинського воєводства.
Населення — 328 осіб (2011).
У 1975-1998 роках село належало до Каліського воєводства.

## Демографія
Демографічна структура станом на 31 березня 2011 року:
|          | Загалом | Допрацездатний вік | Працездатний вік | Постпрацездатний вік |
| -------- | ------- | ------------------ | ---------------- | -------------------- |
| Чоловіки | 172     | 33                 | 115              | 24                   |
| Жінки    | 156     | 32                 | 87               | 37                   |
| Разом    | 328     | 65                 | 202              | 61                   |